# (32809) Sommerfeld
(32809) Sommerfeld (1990 TJ10) – planetoida z pasa głównego asteroid okrążająca Słońce w ciągu 5,18 lat w średniej odległości 2,99 j.a. Odkryta 10 października 1990 roku.